# Còi xương
Còi xương là quá trình khoáng hoá hoặc vôi hóa xương có khiếm khuyết  trước khi hình thành sụn tiếp hợp đầu xương ở những động vật có vú chưa trưởng thành do sự thiếu hụt hoặc sự chuyển hóa kém của vitamin D, phosphor hoặc calci, có khả năng dẫn đến gãy xương và biến dạng. Bệnh còi xương là một trong những bệnh thường xảy ra ở trẻ em ở nhiều nước đang phát triển. Nguyên nhân chủ yếu là do thiếu hụt vitamin D, nhưng thiếu hụt calci trong khẩu phần ăn cũng có thể dẫn tới còi xương (các trường hợp tiêu chảy nặng và nôn có thể là nguyên nhân của sự thiếu hụt này).  Mặc dù nó có thể xảy ra ở người lớn, phần lớn các trường hợp xảy ra ở trẻ em bị suy dinh dưỡng nghiêm trọng, thường là do nạn đói hay đói ăn trong giai đoạn đầu của thời thơ ấu.

## Dấu hiệu và triệu chứng

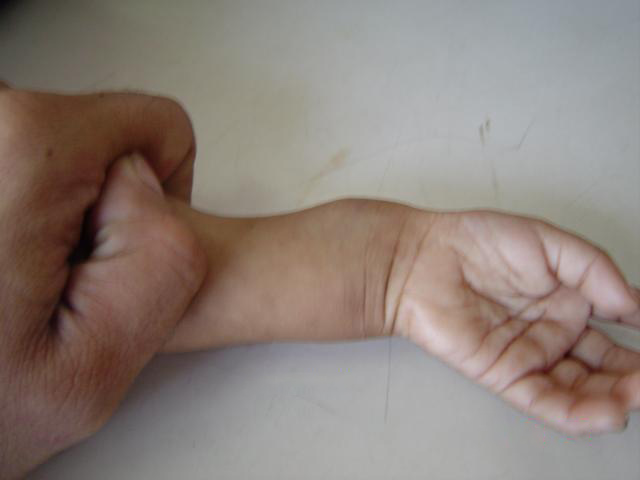
Cổ tay sưng lớn

Các dấu hiệu và triệu chứng của còi xương có thể bao gồm sự mềm hóa của xương, và sự nhạy cảm đối với các vết nứt gãy xương đặc biệt là gãy xương cành tươi. Sự biến dạng xương ban đầu có thể phát sinh ở trẻ sơ sinh với triệu chứng xương sọ mềm và mỏng - một tình trạng được gọi là nhũn sọ và là dấu hiệu đầu tiên của còi xương; lõm sọ có thể xuất hiện và sự chậm trễ đóng phần xương thóp trên đầu trẻ.
Trẻ nhỏ có thể bị khoèo chân, có mắt cá chân và cổ tay dày lên; trẻ lớn có thể bị chứng gối vẹo trong. Cột sống có thể mắc các chứng gù vẹo cột sống hoặc ưỡn cột sống. Xương chậu có thể bị biến dạng. Triệu chứng tràng hạt sườn còi xương có thể dẫn đến sự dày lên hình thành các dãy nốt trên khớp nối sụn. Sự biến dạng của chứng ngực ức gà có thể hình thành do chứng rút lõm lồng ngực.